# Кызыл-Кала
Кызыл-Кала (карач.-балк. Къызыл-Къала, абаз. Къзыл-Къала) — аул в Усть-Джегутинском районе Карачаево-Черкесской Республики (Россия), входит в Джегутинское сельское поселение.

## Название
Название аула переводится с карачаевского как «Красная крепость/город».

Современное название «Кызыл-Кала» зарегистрировано в реестре АГКГН 18 ноября 2010 года, до этого использовались названия Каменское, Кизил-Кала, Кыз-Кала, Кызылкала.

## География
Аул располагается в верховьях реки Джегута.

## История
В 1957 году указом Президиума Верховного Совета РСФСР село Каменское переименовано в Кызыл-Кала.
Статус «аул» получен в 2010 году, ранее Кызыл-Кала считалась селом.

## Население
| 2002 | 2010 | 2021 |
| ---- | ---- | ---- |
| 714  | ↗830 | ↘645 |

## Инфраструктура
В ауле имеется средняя общеобразовательная школа, почтовое отделение. В 2011 году были отмечены проблемы с водоснабжением аула.
По данным ГНИВЦ ФНС России в населённом пункте зарегистрированы улицы: Алиева, Бал-Кол, Богатырёва, Заречная, Кавказская, Комсомольская, Мира, Набережная, О. Касаева, Школьная, Шоссейная, Шохлук.

## Археологические памятники
В двух километрах к югу от аула на скале находится башня, построенная около XV века и называемая местным карачаевским населением Гошаях-Кала — это название встречается уже в источниках начала XIX века. Ногайцы называют эту башню Джегута-Кестяне, а черкесы — Асхак или Кесхак. С башней связано много красивых легенд о княгине, живущей в ней, о подвесном мосте, перекинутом к башне через ущелье и других. В 1960 году у подножия скалы, на которой стоит башня, экспедицией КЧНИИ (Е. П. Алексеева) обнаружен могильник значительной культуры бронзового и железного веков на Северном Кавказе — кобанской (XIII/XII — III вв. до н. э.), непосредственно Кызыл-Калинский могильник датируется IV веком до н. э. и относится к так называемому позднекобанскому периоду (ранне-железной эпохе), когда кобанцы испытывали сильное влияние вторгавшихся на Кавказ скифов. Этой же экспедицией здесь были раскопаны могилы аланского периода, а также два древних поселения: «Нижнее» поселение, возможно селище чёрных болгар в конце VII или на рубеже VII-VIII веков и более позднее «Верхнее» поселение — городище IX—XII веков.